# Bullera armeniaca
Bullera armeniaca är en svampart som beskrevs av Buhagiar 1983. Bullera armeniaca ingår i släktet Bullera och familjen Tremellaceae.   Inga underarter finns listade i Catalogue of Life.